# Río Aguapey
Der Río Aguapey ist ein rechter Nebenfluss des Río Uruguay und etwa 310 km lang. Er entspringt in den Sümpfen bei San Carlos im Departamento Ituzaingó im Nordosten Argentiniens. Zu Beginn speisen die vielen Entwässerungskanäle rund um San Carlos den Río Aguapey. Danach führt sein Verlauf in nordwestliche Richtung. Etwa vier Kilometer südlich der argentinischen Fernstraße Ruta Nacional 12 macht der Fluss einen großen Bogen und beginnt nach Süden zu fließen. Westlich von Alvear mündet er schließlich in den Río Uruguay.
Der Río Aguapey führt die meiste Zeit durch sumpfige Viehweiden. Die Ufervegetation ist teilweise komplett zerstört oder nur wenige Meter breit. Der natürliche Verlauf des Flusses wird auf seiner gesamten Länge jedoch kaum beeinträchtigt.